# Diastatidae
Famille
Diastatidae est une famille d'insectes diptères brachycères.

## Classification
Selon Catalogue of Life (27 févr. 2013) :
- sous-famille Diastatinae
  - genre Diastata
    - Diastata adusta
    - Diastata boreonigra
    - Diastata cervinala
    - Diastata costata
    - Diastata flavicosta
    - Diastata fuscula
    - Diastata inornata
    - Diastata nebulosa
    - Diastata ornata
    - Diastata vagans
- sous-famille Campichoetinae
  - genre Campichoeta
    - Campichoeta fumigata
    - Campichoeta grandiloba
    - Campichoeta griseola
    - Campichoeta obscuripennis
    - Campichoeta punctum
    - Campichoeta zernyi

  - genre Euthychaeta
  - genre † Pareuthychaeta

Selon ITIS (27 févr. 2013) :
- genre Diastata